# (38733) 2000 QF141
2000 QF141 (asteroide 38733) é um asteroide da cintura principal. Possui uma excentricidade de 0.11726550 e uma inclinação de 6.88525º.
Este asteroide foi descoberto no dia 31 de agosto de 2000 por LINEAR em Socorro.